# エフエム会津
株式会社エフエム会津（エフエムあいづ）は、福島県会津若松市の一部地域を放送区域として超短波放送（FM放送）を営む特定地上基幹放送事業者である。
FM愛'Sの愛称でコミュニティ放送を行っている。

## 概要
全日24時間放送である。2013年（平成25年）3月31日までは、5:30 - 27:00（月 - 金）、5:00 - 26:00（土）、6:00 - 25:00（日）であった。
地域番組とJ-WAVEの再送信をあわせた番組構成。開局時からJ-WAVEの再送信をしていたが、2013年3月31日17時に一旦終了する。その後はMUSICBIRDに切り替えた。2022年3月31日15時30分でMUSIC BIRDの再送信を終了した。翌4月1日から再びJ-WAVEの再送信に切り替えた。
番組と番組の間の広告枠（ステーションブレイク）がない。
2011年（平成23年）2月14日よりサイマルラジオを利用したインターネット配信を開始した。
サイマル放送は、2013年3月までのJ-WAVEの再送信を行っていた時代は自主制作番組などの一部の時間帯のみ実施していたが、2013年4月以降のMUSIC BIRDの再送出に変更後は24時間実施するようになった。
開局当初は本社スタジオは、会津若松市中町2番85号で、送信所は近隣地の同市中町2番78号にあるホテルニューパレス屋上にあったが、2003年（平成15年）1月に同市栄町2番14号にある、旧・長崎屋会津若松店であったビル「レオクラブガーデンスクエア」（現：リオン・ドールガーデン）5階へ移転した。
2003年（平成15年）7月から2022年（令和4年）6月28日まで、サテライトスタジオが2階に設置されていた。このスタジオからは主に「TSUTAYAわいわいJAM」が生放送されていたが、特別番組にも使用されたこともあった。TSUTAYA神明通り店が2022年6月28日をもって閉店したのに伴い、サテライトスタジオも同日に閉鎖となった。
公式マスコットキャラクターは開局当初には名前が付けられていなかったが、一般公募ののち、2001年（平成13年）10月21日にレオクラブ滝沢店（現：TSUTAYA滝沢店）で公開収録した、「開局5周年特別番組　エフエム愛'Sだ GO GO GO」の番組内で「愛べえ」と名付けられた。（放送日は10月27日）

## 主な番組
朝ナビ！情報BOX
月 - 金曜日の7:15 - 8:00に放送されている、朝の情報番組。
ガーデンFM
月 - 金曜日の11:00 - 13:00に放送されている、昼の情報番組。生放送。
市役所情報スタジアム
月 - 金曜日の13:00 - 13:15（再放送 19:00 - 19:15）に放送されている、会津若松市からのお知らせ。
祝祭日は、サウンドホリデーを放送。
わいわいJAM SESSION
月 - 水曜日の15:30 - 16:45に放送されている、音楽情報番組。生放送。
イブニング愛'S
月 - 金曜日の17:00 - 19:00に放送されている夕方の情報番組。生放送。
GOOD DAY愛'S
土・日曜日の9:00 - 10:00に放送されている朝の情報番組。生放送。
サタデーミュージックランド
土曜日の11:00 - 12:00に放送されている音楽番組。
TSUTAYAのCDランキングを紹介するコーナーがある。
会津若松市民の歌
月曜日の16:58 - 17:00に放送されているミニ番組。
あいづっ子宣言
火曜日の16:58 - 17:00（再放送 水曜16:58 - 17:00）に放送されているミニ番組。
AIZUの名の情熱
水曜日の16:58 - 17:00に放送されているミニ番組。
ふるさと会津の民話。
日曜日の21:30 - 22:00に放送されている会津にまつわる昔話を朗読をお送りする番組。

### 会津市民手作り番組
ヅ大生のきまぐれラジオ
月曜日の15:00 - 15:30（再放送　土曜18:00 - 18:30）に放送されている会津大学の生徒による番組。
大学生　馴鹿亭歌馬の落語部屋
火曜日の1500 - 15:30（再放送　土曜18:30 - 19:00）に放送されている落語研究会に所属する大学生“馴鹿亭歌馬”による番組。
Risaのチルタイム
火曜日の15:00 - 15:30（再放送　土曜19:00 - 19:30）に放送されているリラックスする情報をお送りする番組。
タイムマシン会津号
金曜日の15:00 - 15:15（再放送　日曜19:30 - 19:45）に放送されているラジオドラマをお送りする番組。

### 主な配給番組
福島トヨタ ♪ラジオdeコミュニティ
月 - 金曜日の13:15 - 13:30（再放送 19:15 - 19:30）に放送されている、福島の元気を伝える番組。
制作：FMきたかた
粋成浩児 のGO!GO!6575!
火曜日の21:00 - 21:30（再放送 土曜8:00 - 8:30）に放送されている、粋成浩児による音楽番組。
制作：FMきたかた
越尾さくらのCOLORFUL DAYS
水曜日の21:30 - 22:00（再放送 日曜10:30 - 11:00）に放送されている、会津若松出身の越尾さくらがお送りする、音楽の話題、様々なテーマをあげトークをお送りするによるエンタメ番組。
制作：FMきたかた
みんなあつまれ！ワクワクサワー
木曜日の16:00 - 17:00に放送されている、星 宏美・仮面女子による情報番組。
制作：ボイス・キュー
サロン・ド・美智子～ようこそふくしまの空へ
木曜日の21:00 - 22:00に放送されている、菅原美智子によ音楽＆トーク報番組。
制作：FM Mot.Com
ケニー大倉のポップンロールコレクション
金曜日の16:00 - 17:00に放送されている、故・ジョニー大倉の息子、ケニー大倉によエンタメ番組。
制作：調布FM
スターダスト・レビューの星になるまで
土曜日の20:30 - 21:00に放送されている、スターダストレビュー（ボーカル・根本要を除く）メンバーでお送りするトーク番組。
制作：調布FM
ひろこの音部屋
日曜日の11:30 - 12:00に放送されている、ピアノ弾きのシンガーソングライターがお送りするトーク番組。
制作：エフエム熱海湯河原
サンドウィッチマンのラジオやらせろ!
日曜日の18:00 - 18:30に放送されている、サンドウィッチマンがお送りするトーク番組。
制作：fmいずみ
SPACE SHOWER RADIO
日曜日の20:30 - 21:00に放送されている、がお送りするラジオDJ・栗谷昌宏による音楽情報番組。
制作：FM JAGA

## 特別番組枠
- ゴー!ゴー!ひるナビ!（年末年始特別番組）
- 昭和音楽館（かつては毎週土曜日に放送されていたが、年末年始特別番組として放送）
- 十日市スペシャル（十日市特別番組）*2021年は「神明初市スペシャル」として放送
- 会津まつり特別番組
- 会津花火特別番組
- 選挙特別番組

## 過去に放送していた番組
- おはようエフエム愛'S
- サラダパラダイス
- 朝ナビ!スクエア

月 - 金曜日に放送されていた、朝の情報番組。生放送。
- 井戸端倶楽部
- テラス762
- タウンタウン青春通り

月 - 金曜日に放送されていた、昼の情報番組。生放送。
- 2時いろフリーウェイ

月 - 金曜日の14:00 - 15:00に放送されていた。
- TSUTAYAわいわいJAM（←レオクラブわいわいJAM） 月 - 金曜日に放送されていた、TSUTAYA（レオクラブ・インターナショナル）一社提供音楽情報番組。生放送。
- トワイライトエキスプレス
- LOVE'Sステーション

月 - 金曜日に放送されていた、夕方の情報番組。生放送。
- 土曜のお昼はミュージックランド

土曜日の12:00 - 13:00に放送されていた。通常は生放送だったが、事前収録で放送したこともあった。後身番組は「サタデーミュージックランド」
- 夜はこれからサタデーナイト
- リクエストラジオあなたが主役

土曜日（後に金曜日に変更）の17:00 - 19:00に放送されていた、リクエスト中心の音楽＆情報番組。生放送。
- なす曜日!

土曜日の17:00 - 18:00に放送されていた痛快音楽＆トーク番組。
- スマイルラジオ762

日曜日の9:00 - 10:00に放送されていた。
- Sunday Smile

日曜日の9:00 - 10:00に放送されていた、レジャー、おでかけ、エンタメ情報、占いなどの番組。
- Hiruラジ

日曜日の12:00 - 13:00に放送されていた。
- 華奈子のHappy Fine Day❤
- GOOD PRIDE
- 元気はつらつ歌謡曲
- Viva!スポルト
- 落語の時間ですよ!
- おみくじ小吉の頼むから聞いてくれ
- サウンドパーク
- BEST HIT FOR YOUR MEMORY!!
- ほっとTime
- 音楽創庫
- ミュージックWebサイト
- 人生色々
- 気ままにRadio!
- 音楽ミュージアム
- 会津路四季織々
- 愛'Sスケッチ
- 藪崎衣海の今夜もぐったりFresh Night
- モーニングカフェ

土・日曜日の8:00 - 8:30に放送されていた昭和30年代 - 昭和40年代中心の音楽番組。
- 百色めがね
- 韓流Time
- MUSIC JUMP!!

日曜日の10:30 - 11:00に放送されていたアニメソング＆ドライブミュージックの音楽番組。　
- さたでーすくぅる